# Богоморо
Богоморо (фр. Bogomoro) — деревня и супрефектура в Чаде, расположенная на территории региона Шари-Багирми. Входит в состав департамента Луг-Шари.

## Географическое положение
Деревня находится в юго-западной части Чада, на правом берегу реки Шари, на высоте 300 метров над уровнем моря.
Населённый пункт расположен на расстоянии приблизительно 169 километров к юго-востоку от столицы страны Нджамены.

## Население
По данным официальной переписи 2009 года численность населения Богоморо составляла 25 028 человек (12 529 мужчин и 12 499 женщин). Население супрефектуры по возрастному диапазону распределилось следующим образом: 52,2 % — жители младше 15 лет, 43,1 % — между 15 и 59 годами и 4,7 % — в возрасте 60 лет и старше.

## Транспорт
Ближайший аэропорт расположен в городе Ба-Или.